# Letterboxing

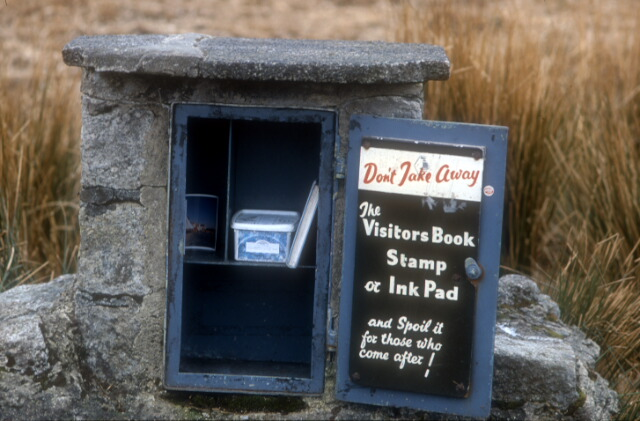
Egy letterbox

A letterboxing egy több mint 150 éves szabadidős tevékenység, mely elegyíti a természetjárást, a tájékozódást, a kincskeresést némi kreativitással és rejtvényfejtéssel. A játék célja a pecsétlenyomatok gyűjtése, melyekhez valahol a természetben elrejtett dobozok megtalálásával lehet hozzájutni.

## Bevezető
A modern kori kincskeresések, a GPS segítségével történő játékok széles elterjedését látva mondhatnánk azt is, hogy a letterboxing a "szegényember geocachingje". Hiszen a legnagyobb különbség a méltán népszerű GPS-es játék és a letterboxing között az, hogy ehhez a játékhoz nem kell drága felszerelés, csak némi kreativitás, kíváncsiság és irány a hegy-völgy-erdő.
A játék nevét postaládázásnak lehetne fordítani, de mert ez egyfelől félreérthetően hangzik, másfelől várhatóan sosem lesz széles körben elterjedt játék hazánkban, így célszerűnek látszik megmaradni az eredeti névnél, melynek fonetikus ejtése sem esik túl messze az eredeti angoltól.

## Történet
1854-ben indult el ez a játék, amikor James Perrott a délnyugat-angliai Dartmoor szívében, Cranmere Poolnál egy kőrakás tetején elhelyezett egy üveget és bennhagyta a névjegyét, biztatva másokat is, hogy kövessék a példáját.
Évekig vándoroltak a névjegyek az üvegben lehetőséget adva a természetjáróknak, hogy lássák kik jártak előttük, míg 1888-ban fémdobozra cserélték az üveget és a túrázók már saját maguknak címzett levelet hagytak hátra, hogy azt a következő látogató postázza el nekik otthonából. 1905 tavaszától már napló is került a dobozkába megörökítve a látogatók élményeit, s melybe az első pecsétet, mint egy igazi postahivatalban, 1907. július 22-én John H. Strother tette.
Ettől kezdve kapta meg mai formáját a játék, amikor a postaládában napló és bélyegző van, ahogy a látogatónál is, aki saját pecsétjét a láda naplójába teszi megjegyzéseivel együtt, míg saját naplójában a felkeresett postaládák bélyegzőinek pecsétjeit gyűjti.
Cranmere Pool volt az első és sokáig egyetlen postaláda, így a mai napig nagy becsben tartják a letterboxing játékosai és a ládának otthont adó Dartmoor nemzeti park is.
Dartmoort ma már sokan látogatják, de 1854-ben ez közel sem volt így. Cranmere Pool mocsaras vidéke az oda tartó 9 mérföldes ösvénnyel inkább tűnt komoly kihívásnak, mint sétaútnak. Ezért igazi dicsőség volt minden természetjáró számára, ha teljesítette ezt az utat és Parrott üvegében hagyhatta névjegyét.
Ezzel együtt egyre többen keresték fel a postaládát, és az egykori napló bejegyzései szerint 1905-ben már 962, míg rá két évre 1352 látogatója volt Cranmere Poolnak. 1921-ben aztán Eduárd herceg személyében királyi vendége is akadt a ládának. Ez komoly publicitást adott Dartmoornak és a játéknak is, így nem csoda, hogy néhány napra rá az értékes bejegyzés miatt a naplót ellopták.
1937. május 8-án nagy változás állt be a postaláda történetében, amikor Aubrey Trucker egykori bányász a kőrakás helyén gránitból emelt "postahivatalt" tölgy ajtóval. Némileg módosult a postaláda azóta is, de a legtöbb változást a bélyegző időnkénti eltűnése jelenti. Szerencsére azért a lenyomatok nem vesznek oda, hiszen a naplók a látogatók bejegyzéseivel és pecsétnyomaival együtt egy Plymouth-i múzeum gyűjteményében megtalálhatóak sok más érdekességgel együtt.
A letterboxing talán az emberiség történetének leglassabban terjedő játéka, hiszen az első postaláda felállítást 40 évre követte a második Taw Marshnál, s újabb 44 év kellett harmadikhoz Duck Poolnál. Aztán már csak 38 év kellett, hogy Dartmoorban már 15 láda legyen, s ekkor 1976-ban Tom Grant elkészítette a ládák térképet. Ez meglendítette a játék terjedését, és a következő évre már megháromszorozódtak a postaládák és a 80-as évekre már elérte a számuk az ezret.
A következő nagy lépést az jelentette, amikor a játék átkelt az óceánon, és 1998 áprilisában a Smithsonian magazin cikket közölt az Egyesült Államokban a letterboxingról, az angolok eme furcsa időtöltéséről. Ezt követően megalakult a Letterboxing North America és a 2000-es évek elejére már az újvilágban is 50 állam több mint 1000 postaládáját kereshették fel a természetjárók.
Ma már a világ minden részén, így hazánkban is, vannak postaládák, azonban a játék az Egyesült Királyság és az USA mellett leginkább a Benellux-államokban, Németországban és Új-Zélandon népszerű, így az ottani játékosok telepítik többnyire a világ többi táján is a postaládákat.

## Háttér
A letterboxing nem szervezett játék. Senki nem alkotott rá egységes játékszabályt és senki sem kontrollálja a játékosok tevékenységeit, ahogy nincs egységes gyűjtőhelye és fóruma postaládáknak sem.
Ezzel együtt azért létezik néhány klub, egyesület a nagyvilágban, mely támogatást ad a játékosoknak, ahogy léteznek weblapok is, melyek publikálják bizonyos rendezőelv szerint a postaládákat.
A legismertebb terepe a játéknak természetesen Dartmoor és a Letterbox 100 Club. Ez a szervezet az, mely évente kétszer kiadja a dortmoori postaládák katalógusát, még mindig nyomtatott formában, s ez a szervezet az, melynek csak az lehet a tagja, kinek a naplójában már legalább 100 postaláda pecsétje szerepel.
Tagjainak számát és történelmi jelentőségét tekintve a másik fontos szerveződés a Letterboxing North America és az általuk fenntartott weblap. Különösképp, hogy ez volt az első, mely az új technológia lehetőségeivel élve széles körben elérhetővé tette a postaládák leírásait és lehetőséget adott a játékosok közvetlen kapcsolattartására.
Említést és látogatást érdemel még az Atlas Quest weblapja, mely már túllépett az Egyesült Államok határain és bárhol, bárki számára hátteret biztosít a játékra.
A fentiek mellett vannak még egyéb szerveződések és weblapok, melyek vagy adott területek vagy adott természetjáró csoportok vagy játékosok letterboxing tevékenységéhez adnak támogatást, mint például a magyarországi játéktér a letterboxing.hu honlap is.

## A játék
A letterboxing egy kincskereső játék, ahol az igazi cél a postaládával jelölt hely felkeresése mellett a láda pecsétnyomatának a megszerzése és a láda naplójában a megtaláló pecsétjének elhelyezése.
Ehhez azonban a rejtőnek és a keresőnek is rendelkeznie kell egy-egy naplóval és egy-egy bélyegzővel. A rejtő esetében ezek a ládába kerülnek, míg a kereső játékos ezeket viszi magával egy bélyegzőpárnával és egy, a naplóbejegyzéshez szükséges tollal együtt, hogy a láda naplójában megoszthassa másokkal élményeit is.
A postaládák helyei többnyire valamely weblapon vannak közzétéve, sok esetben egy fejtörő, de semmiképp sem egy egyértelmű leírással. Az esetek többségében a megtaláláshoz a térkép mellett iránytű is szükséges. Így a játékhoz némi problémamegoldó készségen túl tájékozódási képesség is kell.
A játék fontos eleme a bélyegző és annak pecsétlenyomata, hiszen rejtőnek és keresőnek is ez a letterboxing igazi trófeája. A pecsétek többnyire egyediek az adott postaláda és játékos saját képi azonosítói. Nagyon sok játékos maga készíti el ezeket, kiélve ezzel kreativitását és vizuális élménnyel megajándékozva a többieket.